# Trends Z (Belgique francophone)
Pour la chaine néerlandophone, voir Trends Z (Belgique néerlandophone).
Trends Z, anciennement Canal Z, est une chaîne de télévision économique et financière privée du groupe Roularta diffusée en Communauté française de Belgique.

## Histoire de la chaîne
Le groupe de média belge coté Roularta Media Group, par l'intermédiaire de sa filiale Belgian Business Television, lance le 1er février 1999 une chaîne de télévision économique et financière diffusée en néerlandais en Région flamande : Kanaal Z. Le 15 mai 2000, son pendant francophone est lancé sous l’appellation Canal Z et est diffusé en Région wallonne. Enfin, le 1er juillet 2001, les deux chaînes sont diffusées en alternance sur un canal en Région bruxelloise.
Le 4 mars 2002, la chaîne s'offre une rénovation de son image. Le logo est modifié, et abandonne le jaune et bleu pour lui préférer le bleu et blanc. Outre le journal de 20 h 30, de nouveaux programmes sont lancés, sous forme de séquences quotidiennes de quatre minutes. Le magazine AnalyZe, émission de débat entre les patrons et les analystes, a quant à lui été mis à l'antenne un mois plus tôt, le 9 février 2002.
En novembre 2002, une douzaine d'entreprises cotées en bourse, dont Proximus et Mercator, sponsorisent les deux chaînes, en difficultés financières, à hauteur de 3 millions d'euros.
30 juin 2025 la chaine a changé son nom. Le nom de 30 juin 2025 est Trends Z, suivent le nom du part de la publication Knack (Trends). Aussi pour la Belgique Francophone la chaine changes nom, aussi si en  Francais le part economique de la publication Le Vif s'appelle Tendences.

## Organisation

### Capital
Trends Z est éditée par Belgian Business Television SA, filiale du groupe de média Roularta Media Group qui édite le magazine économique Trends.

## Programmes
Trends Z diffuse des informations sur l’actualité économique et financière, tant régionale, que nationale ou internationale. En semaine, Le Journal et les Marchés sont diffusés en boucle. D'autres magazines ou mini-programmes sont également diffusés en semaine. Durant le week-end, Trends Z diffuse un résumé de l'actualité de la semaine.
Un déroulant en bas d'écran informe en continu sur l’évolution des places financières et diffuse un fil info en bref. Trends Z offre également un télétexte financier.
Sur le plan rédactionnel, Trends Z travaille en collaboration avec les rédactions de Trends Tendances, du Vif L’Express, de Bizz et les autres magazines du groupe. Au niveau marketing et promotionnel, le groupe tend vers une interaction totale entre la télévision, internet et les médias imprimés.

## Diffusion
La chaîne est diffusée actuellement 24 heures sur 24 sur le câble, mais également sur Proximus TV et ses programmes sont diffusés en streaming video sur son site Internet. Elle est aussi diffusée sur la Mobile TV via les offres Proximus et Orange.
En janvier 2013, les deux chaînes sont regardées par 338 000 téléspectateurs sur base quotidienne et 1 409 000 sur base hebdomadaire.

## Audiences
Source : Centre d'Information sur les Médias.

### Top 10 des programmes les plus regardés par année
| 2017 | 2017                    | 2017       | 2017                      | 2017           |
|      | Programme               | Date       | Nombre de téléspectateurs | Part de marché |
| ---- | ----------------------- | ---------- | ------------------------- | -------------- |
| 1    | Fleet.tv                | 14/01/2017 | 12 900                    | 1,5 %          |
| 2    | Z Journal de la semaine | 17/04/2017 | 12 200                    | 1,5 %          |
| 3    | Z Journal des marchés   | 20/11/2017 | 10 600                    | 1,7 %          |
| 4    | Z Cocktail              | 24/04/2017 | 10 100                    | 4,4 %          |
| 5    | Z Agora                 | 06/02/2017 | 7 900                     | 0,8 %          |
| 6    | Z Mastercooks           | 13/11/2017 | 7 900                     | 1,2 %          |
| 7    | Logistics.tv            | 07/05/2017 | 4 400                     | 0,5 %          |
| 8    | Z Smart cities          | 07/05/2017 | 3 900                     | 0,5 %          |
| 9    | Z Expert                | 23/04/2017 | 3 800                     | 0,2 %          |
| 10   | Z Connectivity          | 23/12/2017 | 2 200                     | 0,1 %          |

| 2016 | 2016                    | 2016       | 2016                      | 2016           |
|      | Programme               | Date       | Nombre de téléspectateurs | Part de marché |
| ---- | ----------------------- | ---------- | ------------------------- | -------------- |
| 1    | Z Agora                 | 03/12/2016 | 15 600                    | 1,4 %          |
| 2    | Fleet.tv                | 03/12/2016 | 12 900                    | 1,2 %          |
| 3    | Z Journal de la semaine | 18/09/2016 | 10 300                    | 0,6 %          |
| 4    | Publi-reportage         | 03/12/2016 | 8 200                     | 0,6 %          |
| 5    | Z Mastercooks           | 28/11/2016 | 7 000                     | 0,8 %          |
| 6    | Z Smart cities          | 06/03/2016 | 3 700                     | 1,2 %          |
| 7    | Z Brussels              | 16/07/2016 | 1 300                     | 0,3 %          |
| 8    | Z Maintenance           | 24/08/2016 | 1 100                     | 0,2 %          |
| 9    | Z Piqué au vif          | 02/01/2016 | 900                       | 0,1 %          |
| 10   | Z Wallonie              | 23/07/2016 | 800                       | 0,1 %          |

| 2015 | 2015                      | 2015       | 2015                      | 2015           |
|      | Programme                 | Date       | Nombre de téléspectateurs | Part de marché |
| ---- | ------------------------- | ---------- | ------------------------- | -------------- |
| 1    | Z Agora                   | 16/02/2015 | 14 599                    | 1,3 %          |
| 2    | Fleet.tv                  | 01/02/2015 | 13 226                    | 1,1 %          |
| 3    | Z Journal de la semaine   | 01/11/2015 | 12 506                    | 0,7 %          |
| 4    | Z Eco news                | 07/05/2015 | 7 174                     | 0,5 %          |
| 5    | Z Piqué au vif            | 12/12/2015 | 6 883                     | 0,6 %          |
| 6    | Logistics.tv              | 20/04/2015 | 6 315                     | 1,4 %          |
| 7    | Z Inspiration             | 01/01/2015 | 5 244                     | 0,3 %          |
| 8    | In Flanders fields Museum | 03/01/2015 | 4 550                     | 0,5 %          |
| 9    | Z Cocktail                | 07/09/2015 | 4 473                     | 0,4 %          |
| 10   | Z L'entretien             | 02/01/2015 | 4 444                     | 0,6 %          |

| 2014 | 2014                    | 2014       | 2014                      | 2014           |
|      | Programme               | Date       | Nombre de téléspectateurs | Part de marché |
| ---- | ----------------------- | ---------- | ------------------------- | -------------- |
| 1    | Z Journal de la semaine | 14/12/2014 | 12 200                    | 1,0 %          |
| 2    | Z Inspiration           | 25/12/2014 | 11 700                    | 1,0 %          |
| 3    | Fleet.tv                | 05/10/2014 | 10 900                    | 1,3 %          |
| 4    | Food experience         | 06/12/2014 | 10 600                    | 0,7 %          |
| 5    | Z L'entretien           | 25/12/2014 | 87 000                    | 0,6 %          |
| 6    | Z Agora                 | 14/12/2014 | 8 300                     | 0,6 %          |
| 7    | Z Cocktail              | 07/09/2014 | 4 100                     | 70,3 %         |
| 8    | Masterclass             | 01/11/2014 | 3 000                     | 0,2 %          |
| 9    | Z Eco news              | 29/11/2014 | 300                       | 0,1 %          |
| 10   | Z Villes                | 07/12/2014 | 100                       | 0,0 %          |

Tous les téléspectateurs de 4 ans et plus, plus d'éventuels invités. Durée des programmes supérieure à 15 minutes.